# Nibelungenbrücke Worms
Die Nibelungenbrücke verbindet die rheinland-pfälzische Stadt Worms über den Rhein mit den hessischen Städten Lampertheim und Bürstadt.
Die Brücke im Verlauf der B 47, hier identisch mit Nibelungen- und Siegfriedstraße, ist die einzige Straßenbrücke zwischen Mannheim im Süden und Mainz im Norden. Sie wurde nach der Nibelungensage benannt und birgt mit dem Nibelungenturm eine Wormser Sehenswürdigkeit.
Nachdem bei Worms der Fährbetrieb urkundlich seit dem Jahr 858 belegt ist, entstand die erste Schiffsbrücke im Jahr 1855. Die erste feste Brücke über den Rhein war von 1900 bis 1945 die Ernst-Ludwig-Brücke. Die im Zweiten Weltkrieg zerstörte Brücke wurde als Nibelungenbrücke (heute „alte“ Nibelungenbrücke genannt) von 1951 bis 1953 wieder aufgebaut.
Aufgrund von gewachsenem Verkehrsaufkommen und Sanierungsbedürftigkeit wurde von 2005 bis 2008 parallel zur „alten“ die „neue“ Nibelungenbrücke errichtet. Seit der 2013 vollendeten Sanierung der „alten“ Brücke führen die zwei Fahrstreifen der „alten“ Brücke stadteinwärts und die zwei der „neuen“ stadtauswärts. Beide Brücken verfügen über kombinierte Fußgänger- und Radfahrwege.
Die alte Nibelungenbrücke einschließlich des Nibelungenturms ist ein Kulturdenkmal sowohl nach dem hessischen Denkmalschutzgesetz als auch nach dem rheinland-pfälzischen Denkmalrecht.

## Geographische Lage
Die Nibelungenbrücke steht unmittelbar östlich der Stadt Worms und leitet mit den hier auf der B 47 verlaufenden Ferienstraßen Nibelungen- und Siegfriedstraße über den Rhein zum Lampertheimer Stadtteil Rosengarten und zur weiter östlich befindlichen Stadt Bürstadt über. Die zwischen den Rheinkilometern 443 und 444 errichtete Zwillingsstraßenbrücke verbindet die rheinland-pfälzische Region Rheinhessen im Westen mit dem Hessischen Ried im Osten.
Auf rheinland-pfälzischer Seite und damit westlich der Nibelungenbrücke hat die B 47 direkt an der Brücke Anschluss an die B 9. Westlich des Rheins breitet sich die Wormser Kernstadt aus, nordwestlich der Brücke liegt der städtische Festplatz, unmittelbar nördlich die Rheinpromenade mit Restaurants, kleiner Parkanlage und Hagendenkmal. Etwas südlich des Bauwerks befindet sich der „Floßhafen“. Unter der westlichen Vorlandbrücke hindurch führt die Hafenbahn Worms. Auf hessischer Seite und damit östlich der Brücke hat die B 47 bei Bürstadt Anschluss an die B 44. Östlich des Rheins erstreckt sich entlang des Flussufers etwas stromabwärts das Naherholungsgebiet Maulbeeraue mit einem dieses östlich abgrenzenden Altrheinarm.
Die nächste rheinaufwärts stehende Straßenbrücke ist die etwa elf Rheinkilometer weiter südlich zwischen Mannheim im Osten und Frankenthal und Ludwigshafen am Rhein im Westen befindliche Theodor-Heuss-Brücke im Zuge der A 6. Die nächste Straßenbrücke rheinabwärts ist die rund 51 Rheinkilometer weiter nördlich zwischen Mainz im Westen und Ginsheim-Gustavsburg im Osten errichtete Weisenauer Brücke im Zuge der A 60. Etwa 2,3 km rheinabwärts queren die Nibelungenbahn und die Riedbahn den Rhein auf der Rheinbrücke Worms, der einzigen Eisenbahnbrücke zwischen Mannheim und Mainz.

## Vorgeschichte

Stadtplan von 1897 (Ausschnitt): Oben der Hafenbahnhof von Worms, unten der Bahnhof Rosengarten, den Rhein quert noch die Schiffsbrücke

Der Fährbetrieb bei Worms ist erstmals in einer Urkunde aus dem Jahr 858 belegt, in der Ludwig der Deutsche die Schifffahrtsrechte des Klosters Lorsch bestätigt. Spätestens im Hochmittelalter wurden die Fährrechte auf verschiedene, vor allem geistliche Institutionen aufgeteilt, die diese zu ihrer Finanzierung nutzten. Dennoch blieb das Fährwesen eine städtische Aufgabe, wie die um 1400 erlassene städtische Fährordnung dokumentiert, die neben den Tarifen unter anderem auch die Reihenfolge des Übersetzens und die Betriebszeiten festlegte.
Die ersten Planungen für eine Schiffsbrücke als dauerhaftere Form der Rheinquerung datieren von 1720. Sie wurden von Franz Ludwig von Pfalz-Neuburg, dem Bischof von Worms, angestoßen, der so seine rechtsrheinischen Hoheitsgebiete besser erreichen wollte. Diese Pläne wurden aus unbekannten Gründen nicht umgesetzt. Ein zweites, weit fortgeschrittenes Projekt wurde 1790 durch die Folgen der Französischen Revolution vereitelt. Obwohl die Stadt auch danach mehrfach entsprechende Projekte anregte, dauerte es noch weitere 65 Jahre, bevor eine Schiffsbrücke angelegt wurde; ein wesentlicher Hinderungsgrund für einen schnelleren Bau waren die komplizierten Rechts- und Eigentumsverhältnisse am Fährbetrieb, die erst 1831 durch Verkauf an das Großherzogtum Hessen geklärt wurden. 1842 beantragten die beiden Wormser Mitglieder in den Landständen des Großherzogtums Hessen, Wilhelm Valckenberg und Friedrich von Dörnberg, erneut den Bau einer Schiffsbrücke. Obwohl dieser Antrag noch im selben Jahr positiv beschieden wurde, konnte die Schiffsbrücke Worms erst am 14. Juni 1855 eingeweiht werden.
Ab etwa 1880, also 25 Jahre nach Einweihung der Schiffsbrücke, wurde intensiv über den Bau einer festen Brücke diskutiert. Ausschlaggebend hierfür waren die mit der Rheinregulierung einhergehenden Planungen, das Rheinhochwasser von 1882 und der steigende Arbeitskräftebedarf der Wormser Industrie. Die Mittel für die Brücke wurden 1894/95 nach intensiver Lobbyarbeit der Wormser Abgeordneten Cornelius Wilhelm von Heyl (Reichstag und Landstände) und Nikolaus Andreas Reinhart (Landstände) freigegeben, der Baubeginn erfolgte im Mai 1897.

## Brücken

### Ursprung: Ernst-Ludwig-Brücke (1900 bis 1945)
Die erste Rheinbrücke, die bei Worms errichtet wurde, war die ab 1897 erbaute und am 26. März 1900 eingeweihte Stahlfachwerk-Bogenbrücke Ernst-Ludwig-Brücke, benannt nach dem Großherzog von Hessen-Darmstadt als Landesherrn, der an der Einweihung teilnahm; noch im selben Jahr wurde auch die nahe Eisenbahnbrücke Rheinbrücke Worms eingeweiht.
Die insgesamt 774 m lange Brücke besaß im Bereich der Flussüberquerung drei Zweigelenkbögen mit Weiten von 94,4 m in den Seitenfeldern und 105,6 m im mittleren Feld. Sie wies eine Eisenfachwerkkonstruktion mit aufgeständerter Fahrbahn auf, die vom MAN-Werk Gustavsburg gebaut wurde. Die massiven Vorlandbrücken, die Pfeiler und die zwei neoromanischen Tortürme wurden nach Entwurf des vormaligen Wormser Stadtbaurats Karl Hofmann ausgeführt, größtenteils in Beton. Optisches Vorbild für die Türme war die 1689 zerstörte Mainzer Pforte. Die Entwurfszeichnungen fertigte im Auftrag von Hofmann Philipp Brand. Die Ingenieurleistungen für die Brücke erbrachte das Mannheimer Bauunternehmen Grün & Bilfinger oHG.
Für die Benutzung der Ernst-Ludwig-Brücke wurde bis Ende der 1920er-Jahre ein Brückenzoll erhoben. Dafür waren in den Brückentürmen Kassenstuben eingerichtet. Während der Rheinlandbesetzung im Rahmen des Friedensvertrags von Versailles wurden hier auch Grenz- und Zollkontrollen durchgeführt.
Vor dem Zweiten Weltkrieg wurden an beiden Brückentürmen die Turmhauben über den Treppenhäusern abgenommen und durch Betonplattformen ersetzt und im Krieg dort insgesamt vier Flakgeschütze zur Brückenverteidigung aufgestellt. Am 20. März 1945 wurde die Brücke von der zurückziehenden Wehrmacht gesprengt.

Ernst-Ludwig-Brücke kurz nach der Fertigstellung – Aufnahme vom Dach des Hafensilos

### Erste bzw. „alte“ Nibelungenbrücke (seit 1953)

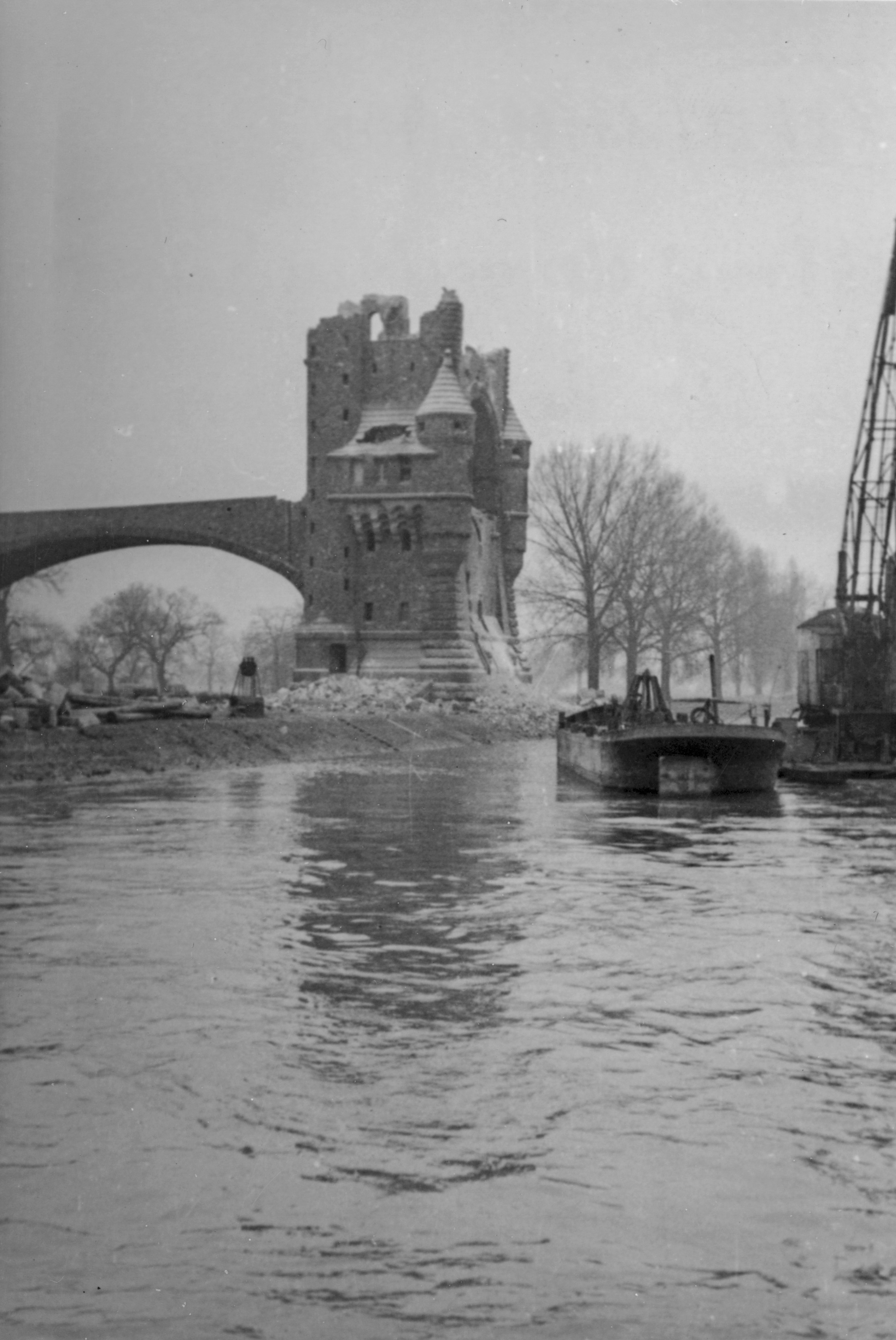
Abbruch des beschädigten Ostturms der Brücke 1951

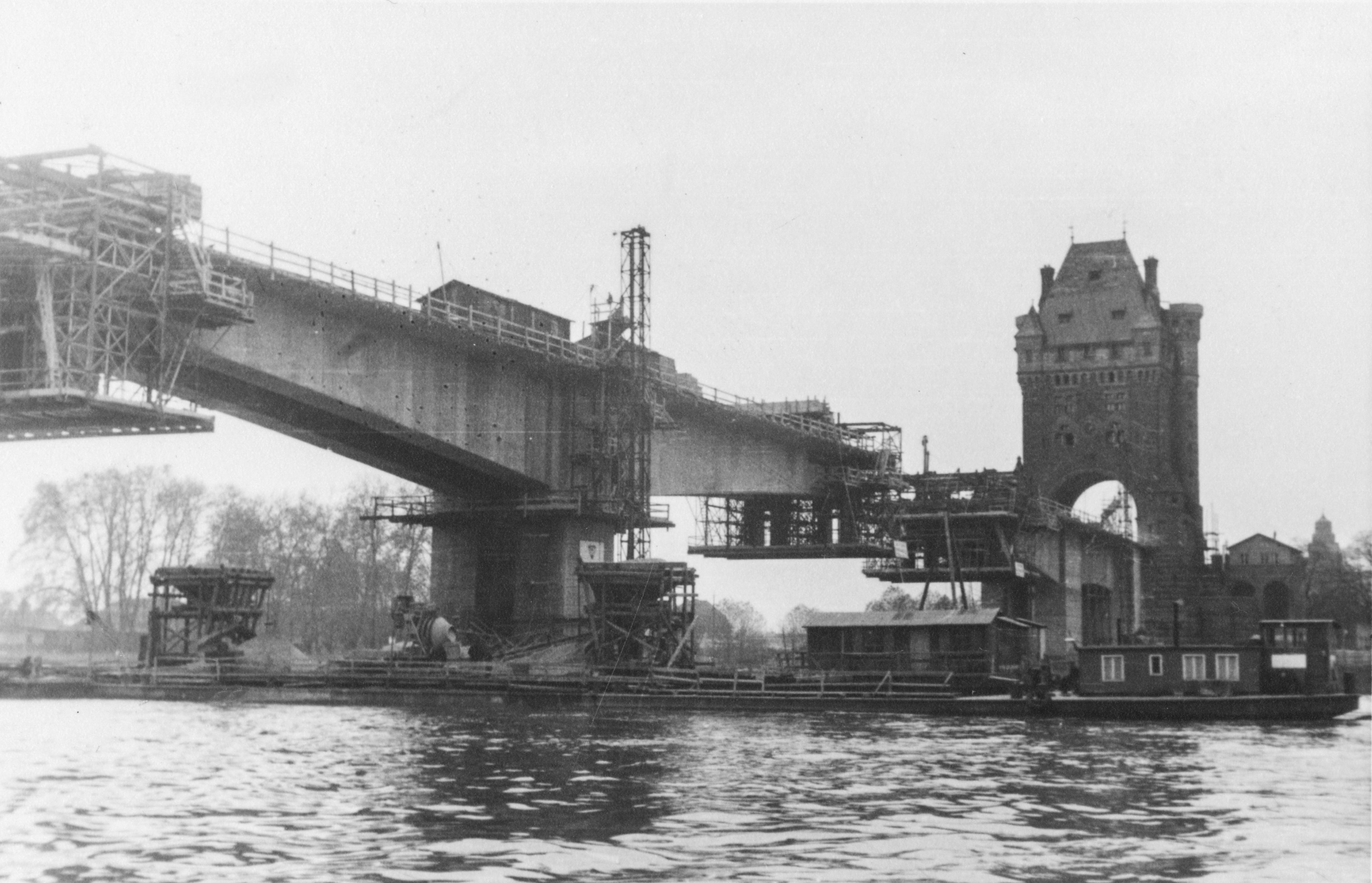
Westteil der Nibelungenbrücke im Wiederaufbau 1952

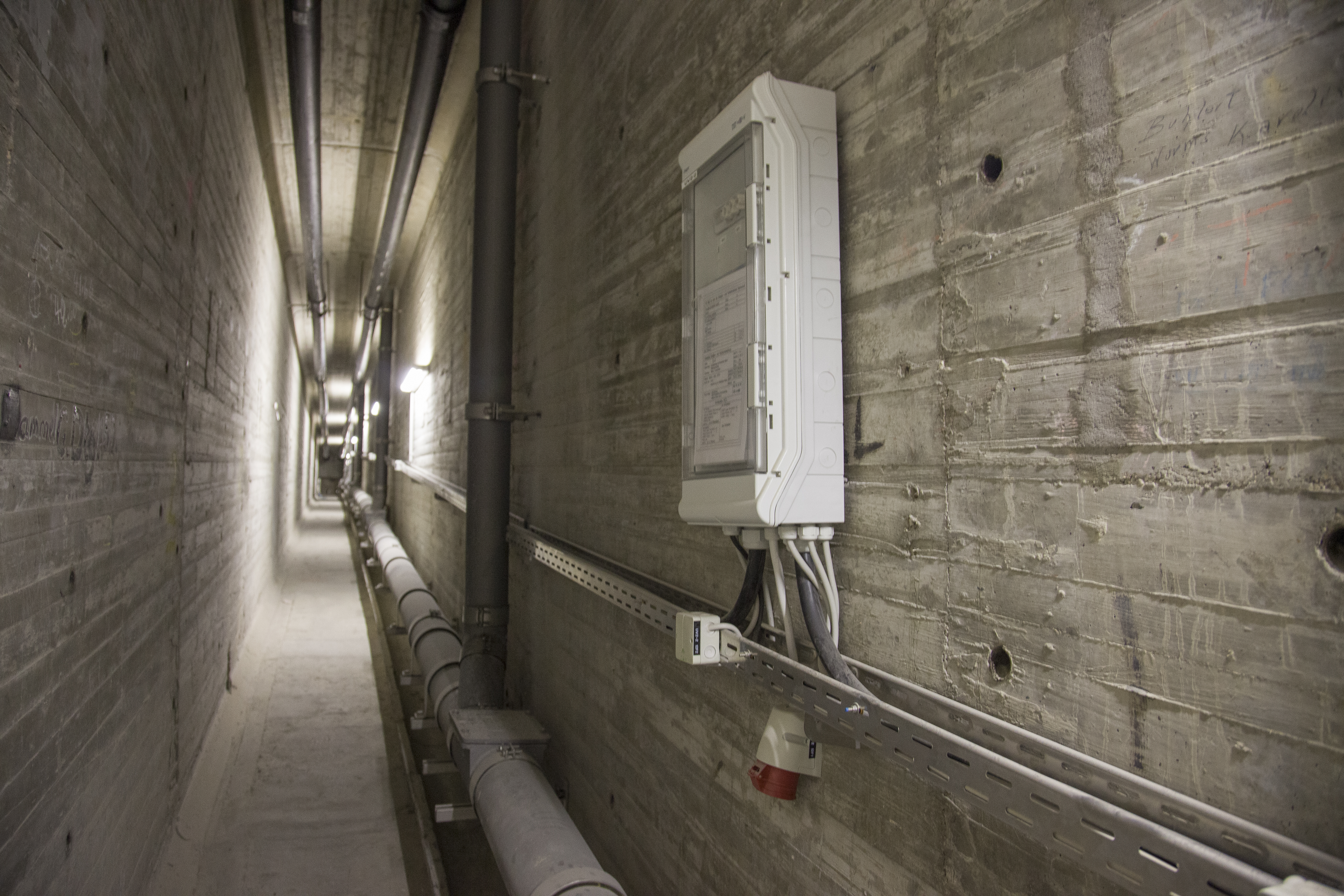
Installierte Structural-Health-Monitoring-Anlage im Hohlkasten der alten Nibelungenbrücke

Am 26. März 1945 bauten US-Pioniere der 'US 85th Combat Engineers Division' innerhalb von 10 Stunden wenige Meter nördlich (= flussabwärts) der zerstörten Brücke eine Pontonbrücke. Behelfsmäßige Brücken über den Rhein bauten US-Truppen ebenso im Süden von Worms zwischen Bobenheim-Roxheim und Frankenthal sowie im Norden etwa bei Hamm am Rhein. Später wurde eine Schleppfähre eingesetzt. Das Provisorium konnte jedoch nur den dringendsten Bedarf decken. Erst ab 1948 stand mit der behelfsmäßigen Rheinbrücke Worms, die damals als Eisenbahn- und Straßenbrücke fungierte, eine feste Rheinquerung im Raum Worms zur Verfügung.
Trotz des erkennbaren Bedarfs rückte der Neubau einer Straßenbrücke erst im Herbst 1949 durch eine Denkschrift der Stadt Worms in den Fokus der Politik. Seit der Gründung der Länder Hessen und Rheinland-Pfalz verlief die neue Landesgrenze im Rhein und schnitt so auch die künftige Brücke. Bereits im Frühjahr 1950 wurde Verhandlung zwischen den Ländern Hessen und Rheinland-Pfalz und dem Bund aufgenommen. Die Eigentumsverhältnisse teilten sich die beiden Länder künftig im Verhältnis 1 (Rheinland-Pfalz) : 2 (Hessen). Im Herbst 1950 wurde mit den Vorarbeiten für den Neubau begonnen. Dabei wurde der stark beschädigte östliche (rechtsrheinische) Torturm oberhalb der Fahrbahn abgetragen, der drei Stockwerke hohe Sockel unterhalb der Fahrbahn blieb erhalten.
Baubeginn für die insgesamt 744 m lange Straßenbrücke war im Mai 1951, die Einweihung fand am 30. April 1953 statt. Die historische östliche, 292 m lange und die historische westliche, 137 m lange Vorlandbrücke, jeweils eine Gewölbebrückenkonstruktion, blieben erhalten. Die 316 m lange Strombrücke war „Deutschlands erste große Spannbetonbrücke im Freivorbau“. Die gevoutete, zweizellige Spannbeton-Hohlkasten-Konstruktion hat eine Hauptstützweite von 114,2 m und wurde nach einem Entwurf von Ulrich Finsterwalder und Gerd Lohmer im Freivorbau auf den Senkkästen der Vorgängerbrücke errichtet.
Die „alte“ Nibelungenbrücke war dem Verkehrszuwachs zwischen 1953 und 2005 nicht gewachsen, weshalb sie gerade zu Stoßzeiten stark überlastet und inzwischen auch sanierungsbedürftig war. Sie war vom 16. September 2008, als nach Verkehrsfreigabe der parallel errichteten „neuen“ Brücke mit ihrer Sanierung begonnen wurde, bis zum 12. September 2013 für den Verkehr gesperrt.
Am 3. April 2019 kündigte der Landesbetrieb Mobilität Worms an, mit Planungen für einen Ersatzneubau der alten Nibelungenbrücke zu beginnen. Der Neubau der Strombrücke aus den 1950er Jahren ist ab 2025 geplant, die älteren Rampen und der Nibelungenturm sollen erhalten bleiben. Aufgrund der hohen baukulturellen Bedeutung der Nibelungenbrücke wurde diese Erhaltungsstrategie einer Revision unterzogen mit dem Ergebnis, die Brücke durch geeignete lebensdauerverlängernde Maßnahmen über das Jahr 2025 hinaus nutzen zu können. Hierfür soll neben der üblichen Bauwerksprüfung verstärkt der aktuelle Stand der Wissenschaft und Technik inkl. Nutzung intelligenter Digitalisierungsmethoden zur Bestandsbewertung und Zustandsprognose herangezogen werden, um das Zuverlässigkeitsniveau der Brücke zu bewerten und erforderliche Maßnahmen abzuleiten, die eine stand- und verkehrssichere Weiternutzung ermöglichen.
Die „alte“ Nibelungenbrücke ist eine Ikone der Spannbetonbauweise. Sie wurde vom Bundesministerium für Digitales und Verkehr in Kooperation mit dem DFG-Schwerpunktprogramm SPP 100+ als prototypisches Pilotprojekt initiiert, um die digital unterstützte Instandhaltung von Infrastrukturbauwerken zu erforschen. Bis zum Sommer 2023 wurden ein 3D-Modell der Brücke auf Basis von Bestandsunterlagen, eine 3D-Vermessung sowie ein Strcutural-Health-Monitoring-System fertiggestellt. Darüber hinaus wird in einem Pilotbereich der digitale Zwilling implementiert. Dieser fasst wesentliche Maßnahmen zur Bauwerkserhaltung zusammen und stellt als zentrale Plattform die Zustandsinformationen des Bauwerks zur Verfügung. Damit können die im Forschungsprojekt SPP 100+ entwickelten wissenschaftlichen Methoden erforscht, getestet und validiert sowie weitere digital unterstützte Bauwerkserhaltungsstrategien entwickelt werden. Damit soll gezeigt werden, wie die Digitalisierung der Instandhaltung die Lebensdauer von Infrastrukturbauwerken verlängern kann.

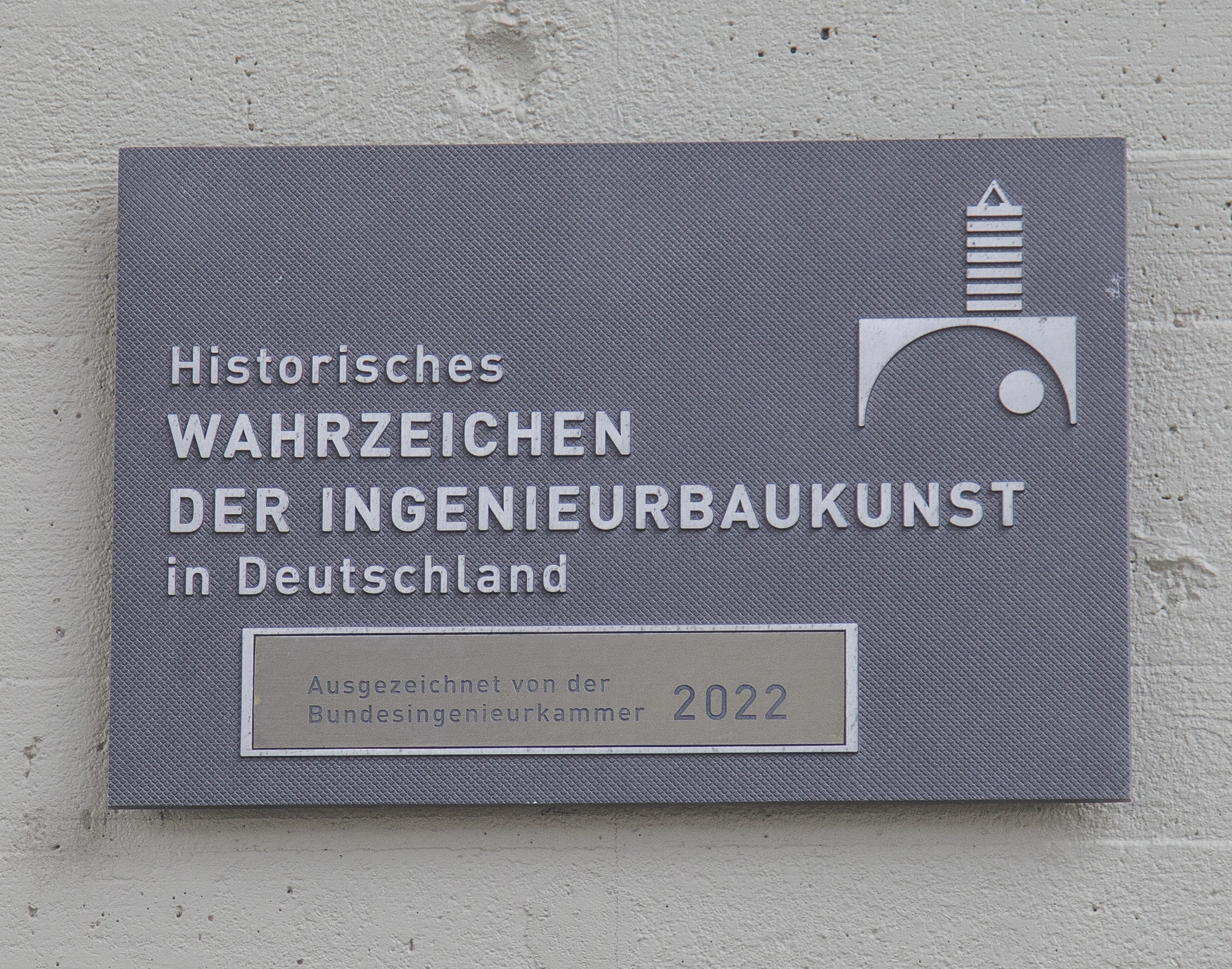
Informationstafel Wahrzeichen der Ingenieurbaukunst an der Nibelungenbrücke

Die Nibelungenbrücke von Ulrich Finsterwalder war von der Bundesingenieurkammer als 27. Bauwerk (Stand: 2021) für die Auszeichnung Historische Wahrzeichen der Ingenieurbaukunst in Deutschland vorgesehen. Die Auszeichnung wurde erst am 1. September 2022 an der Brücke mit einer Feier angebracht.

### Parallelbau „neue“ Nibelungenbrücke (seit 2008)
Aufgrund starken Verkehrszuwachses und erheblicher Sanierungsbedürftigkeit der „alten“ Nibelungenbrücke wurde am 4. Mai 2005 der Grundstein für die zweite, parallel verlaufende Rheinbrücke wenige Meter flussaufwärts gelegt. Die „neue“ Nibelungenbrücke wurde, genau wie die „alte“ Brücke, im Freivorbau errichtet und hat die gleichen Stützweiten. Die Bauaufsicht und -leitung lag beim Landesbetrieb Mobilität Rheinland-Pfalz.
Der Neubau der Brücke wurde am 12. September 2008 vom rheinland-pfälzischen Ministerpräsidenten Kurt Beck, Bundesverkehrsminister Wolfgang Tiefensee, den Verkehrsministern von Rheinland-Pfalz und Hessen, Hendrik Hering und Alois Rhiel, sowie dem Wormser Oberbürgermeister Michael Kissel, im Rahmen eines Brückenfestes eingeweiht. Nach dem Fest wurde Mitte September 2008 mit der Sanierung der „alten“ Nibelungenbrücke begonnen, für die das Land Hessen verantwortlich zeichnet. Dazu wurde der komplette Verkehr auf die neue Rheinquerung verlegt.
Seit 12. September 2013 stehen vier Spuren für die Rheinquerung zur Verfügung. Über die „alte“ Nibelungenbrücke fährt der stadteinwärts führende und auf der „neuen“ der stadtauswärts verlaufende Verkehr.

Blick auf den Rhein und nach Hessen (Osten)
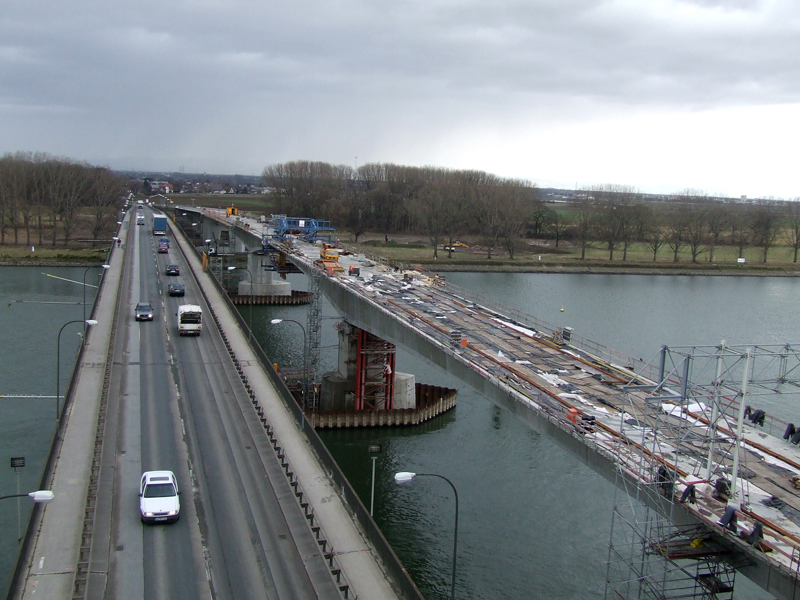
Links: alte Brücke, rechts Bau der neuen Brücke (Februar 2008)
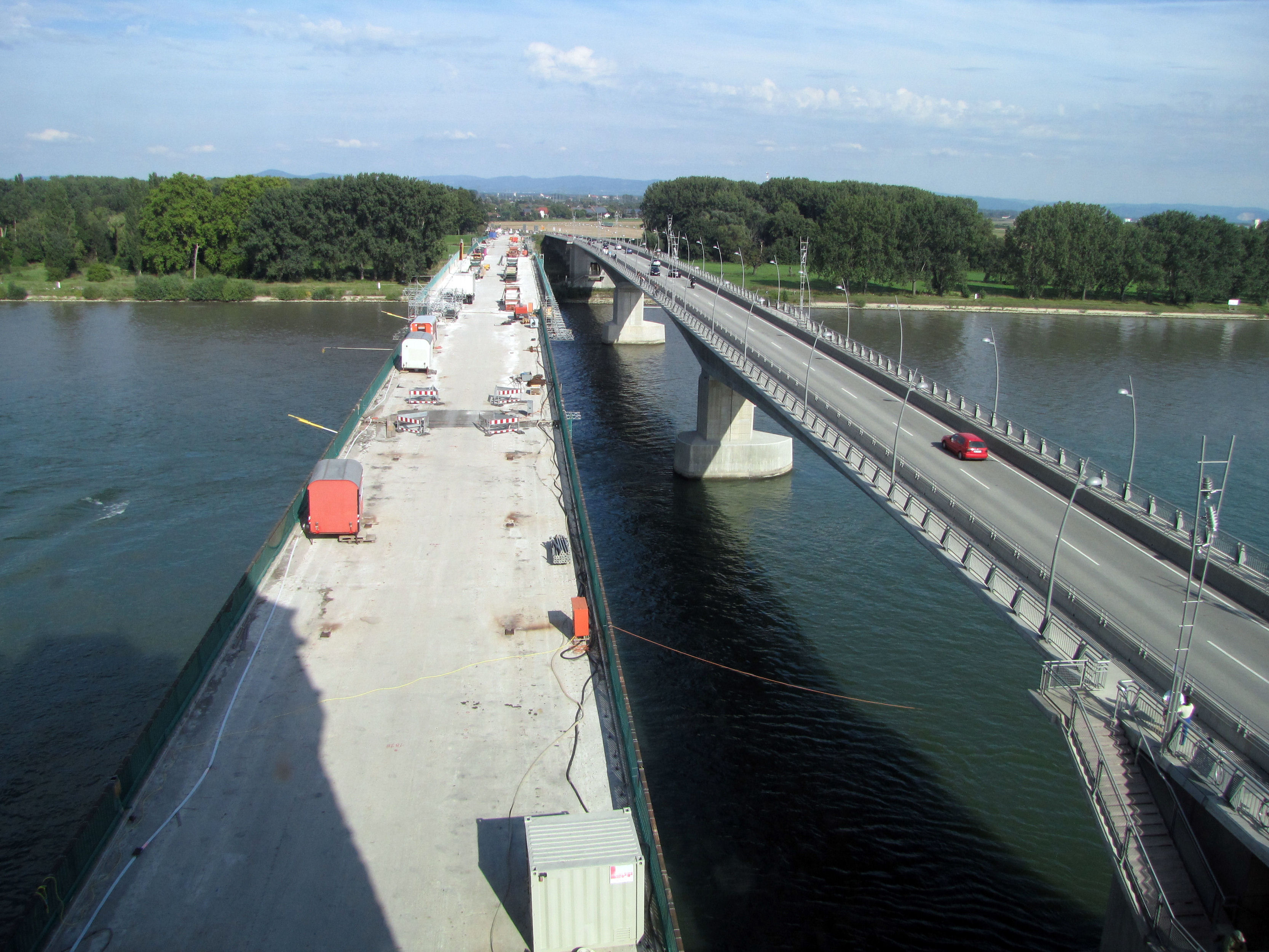
Links: Erneuerung der alten Brücke, rechts der Neubau (September 2010)
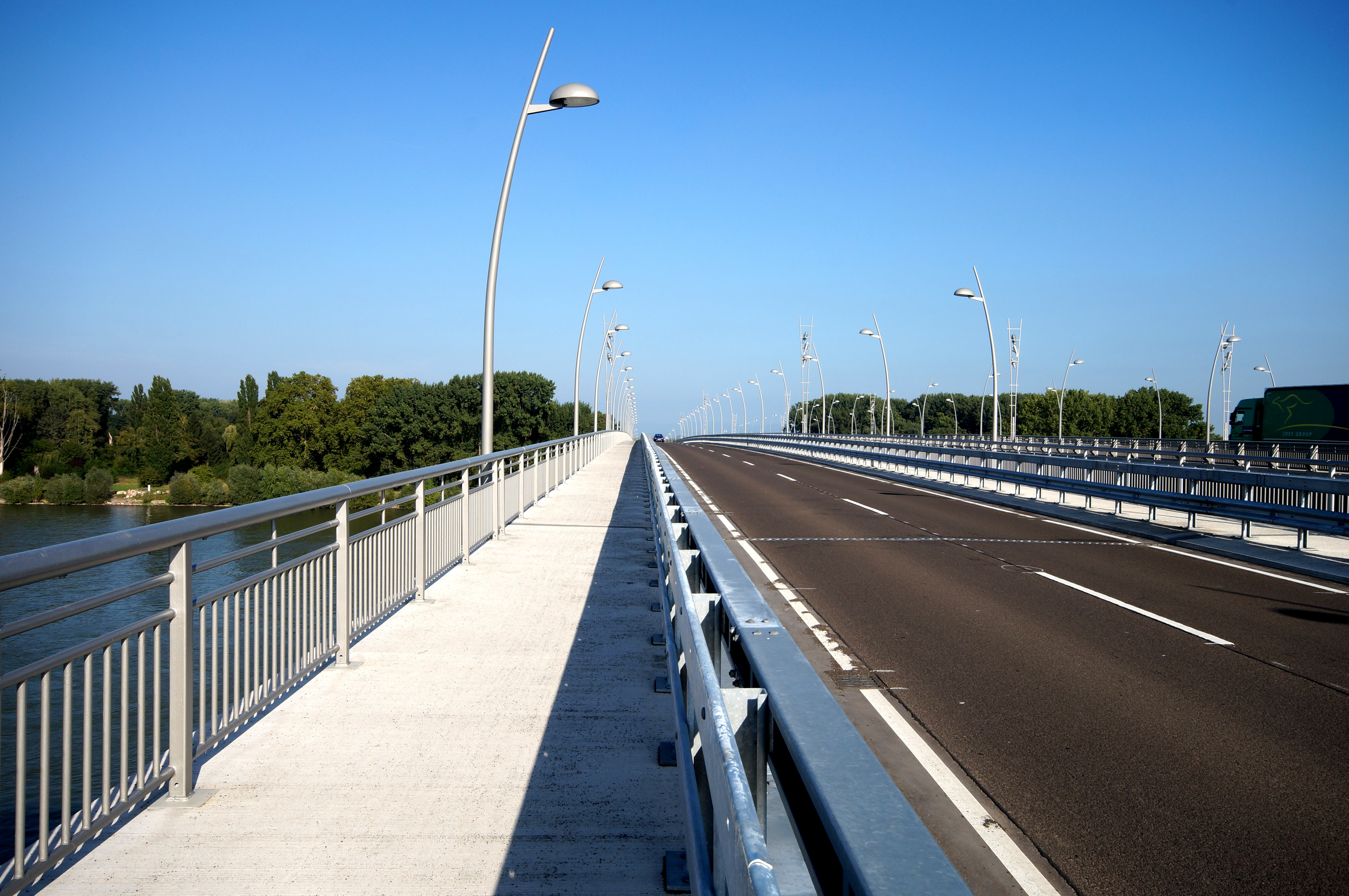
Die nördliche zwischen 2008 und 2013 sanierte Brücke
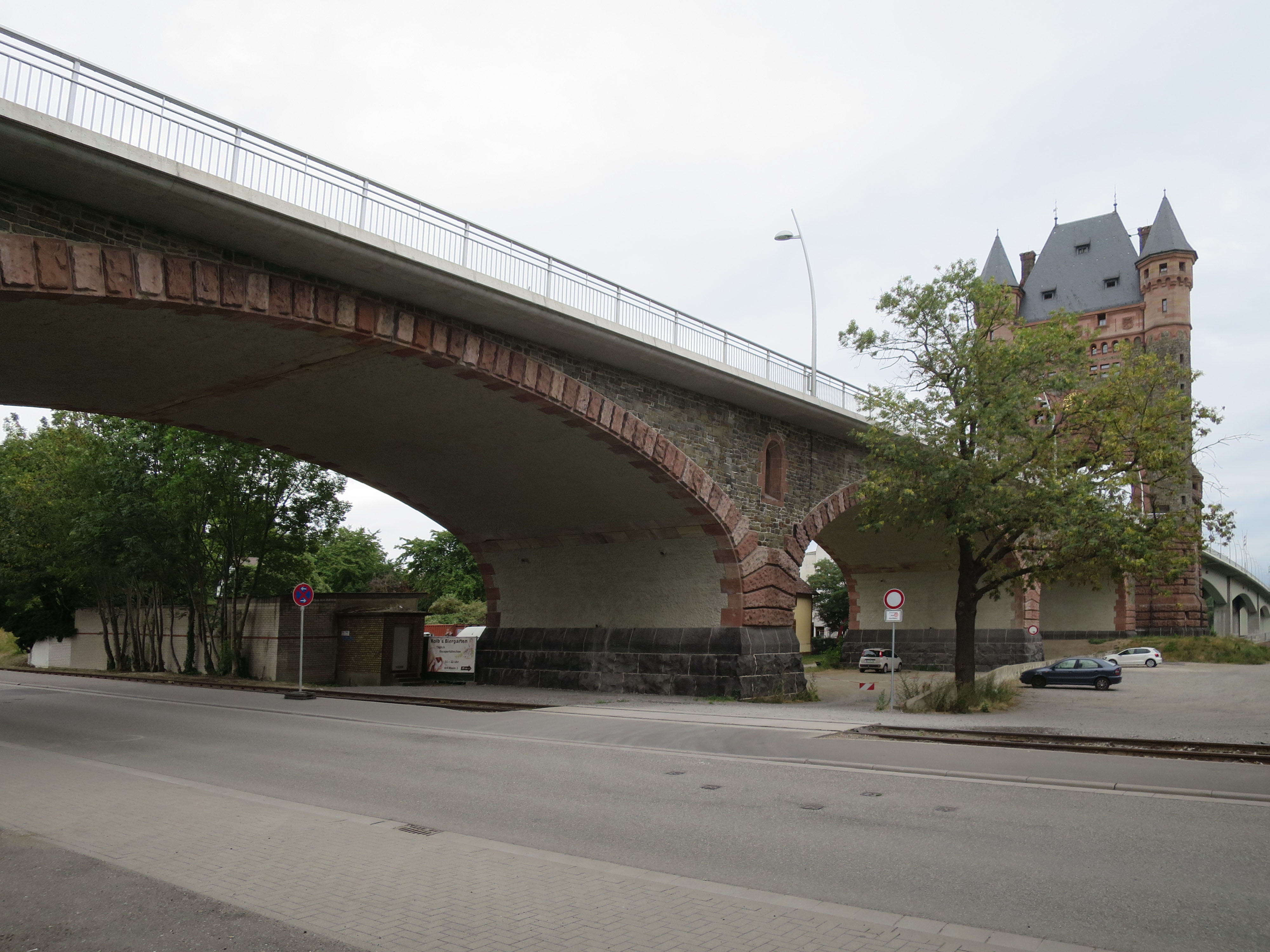
Die historische, gewölbte Vorlandbrücke

Blick auf Worms (Westen)
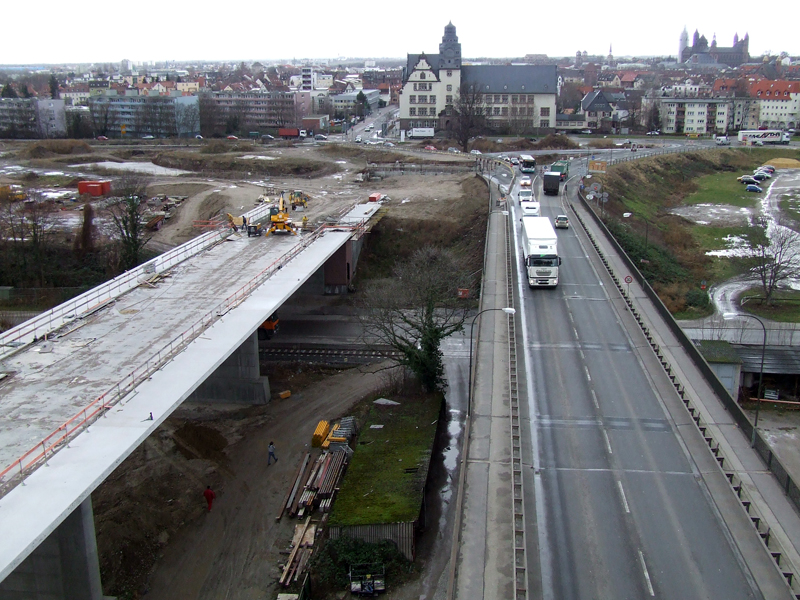
Neubau (links) (Februar 2008)
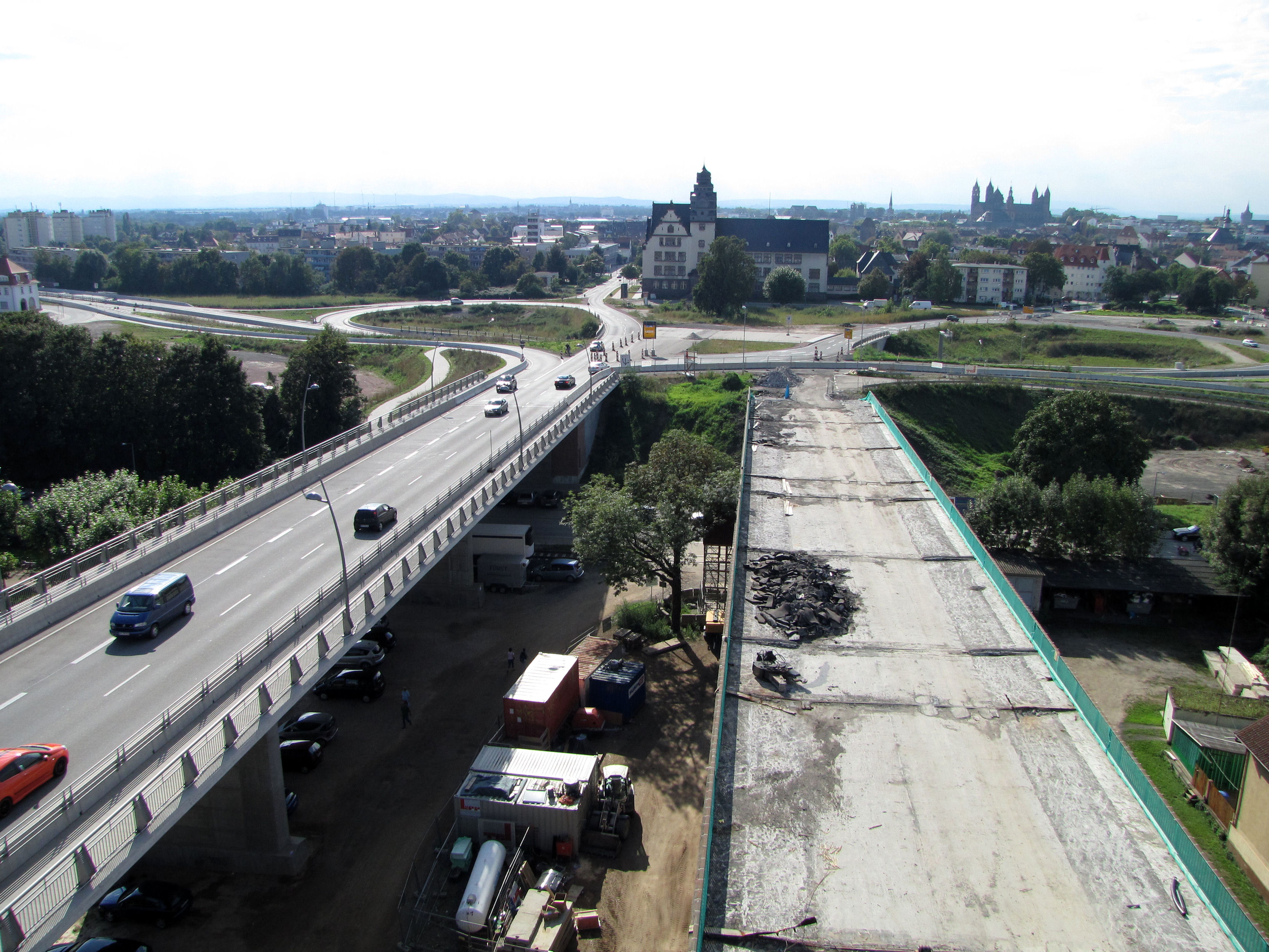
Neubau der Anschlussstellen stadteinwärts (September 2010)
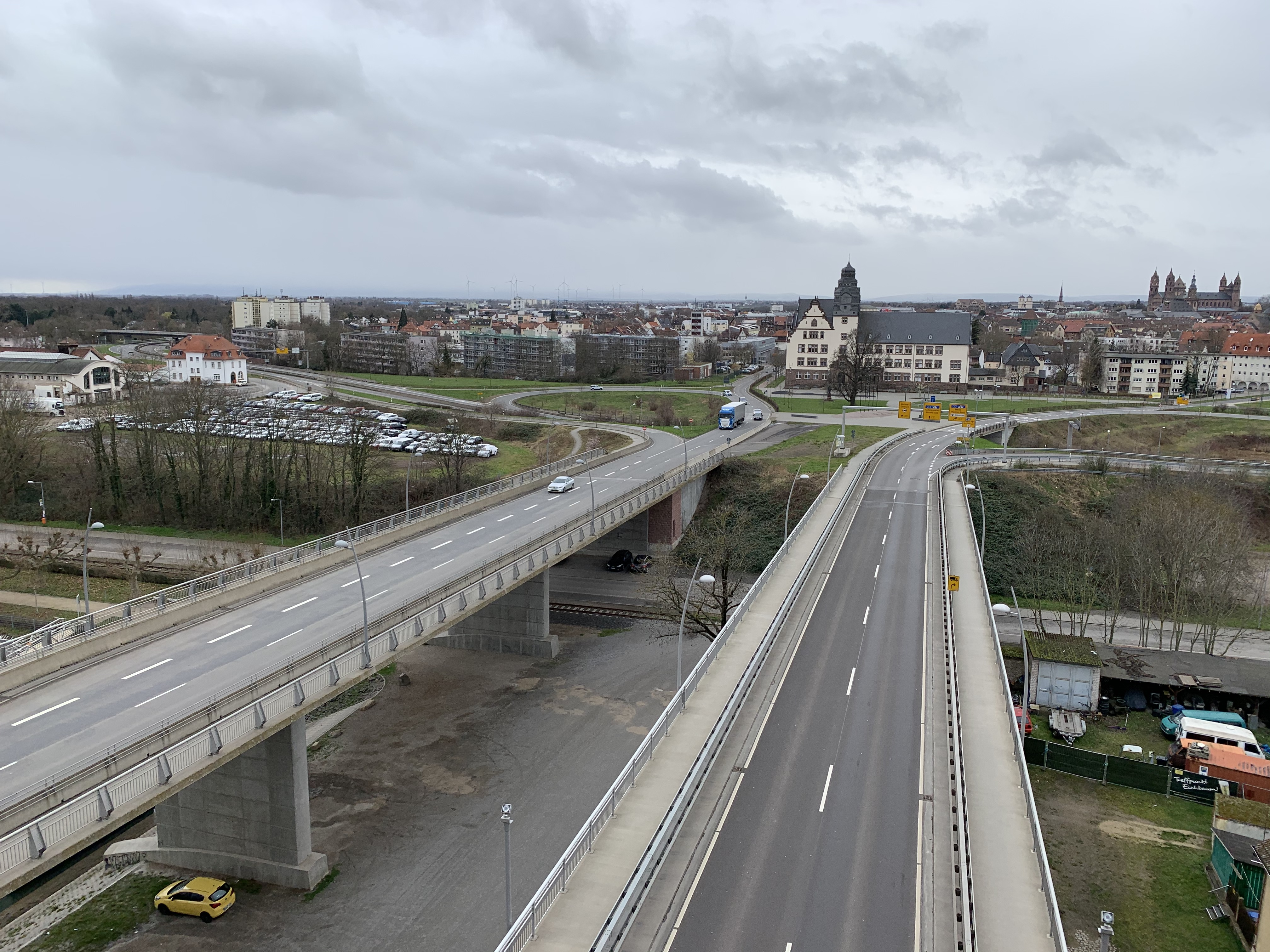
Blick vom Nibelungenturm in Richtung Worms (Februar 2020)
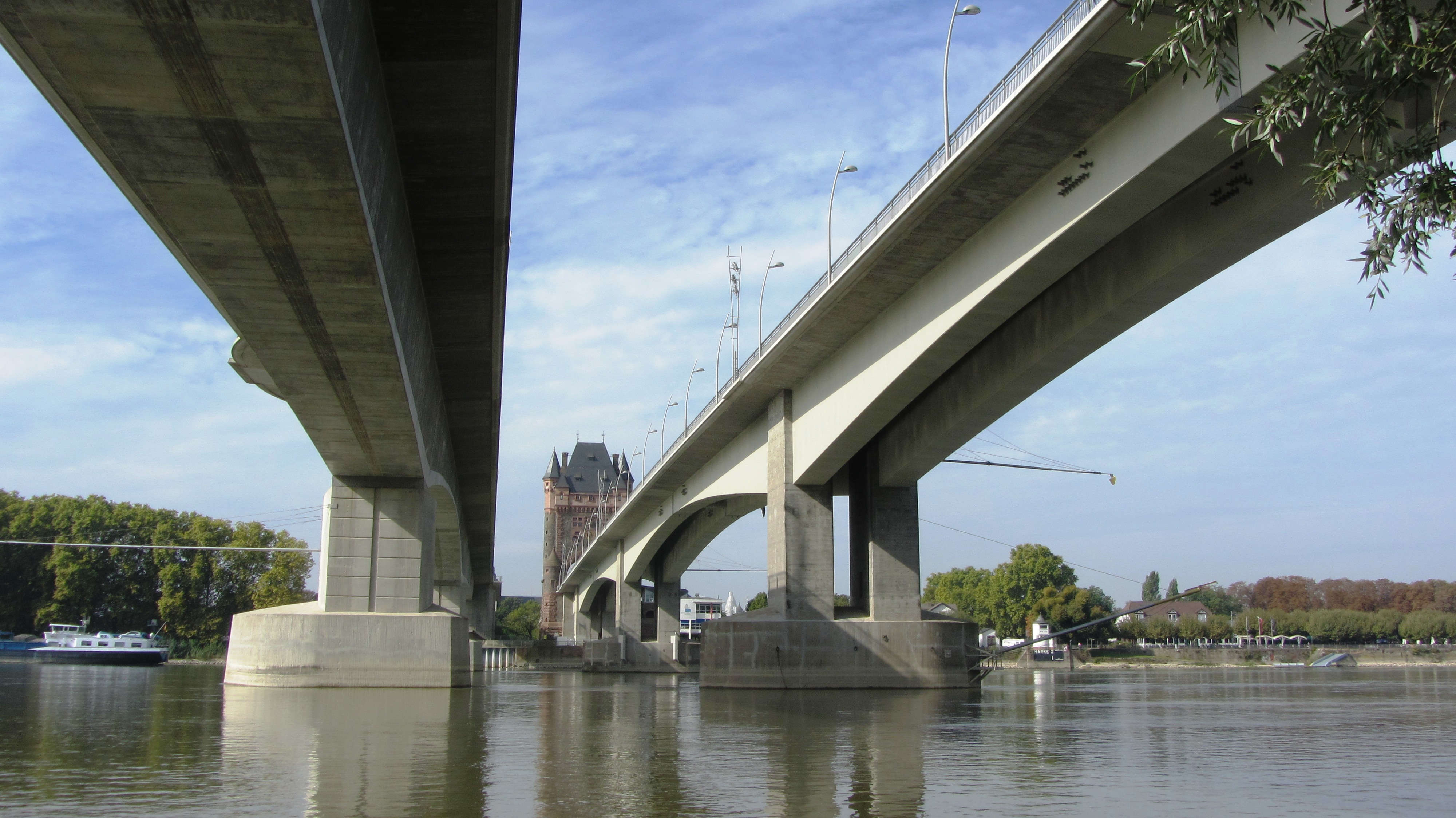
Die zwei Brücken mit Blick auf den Turm (2014)
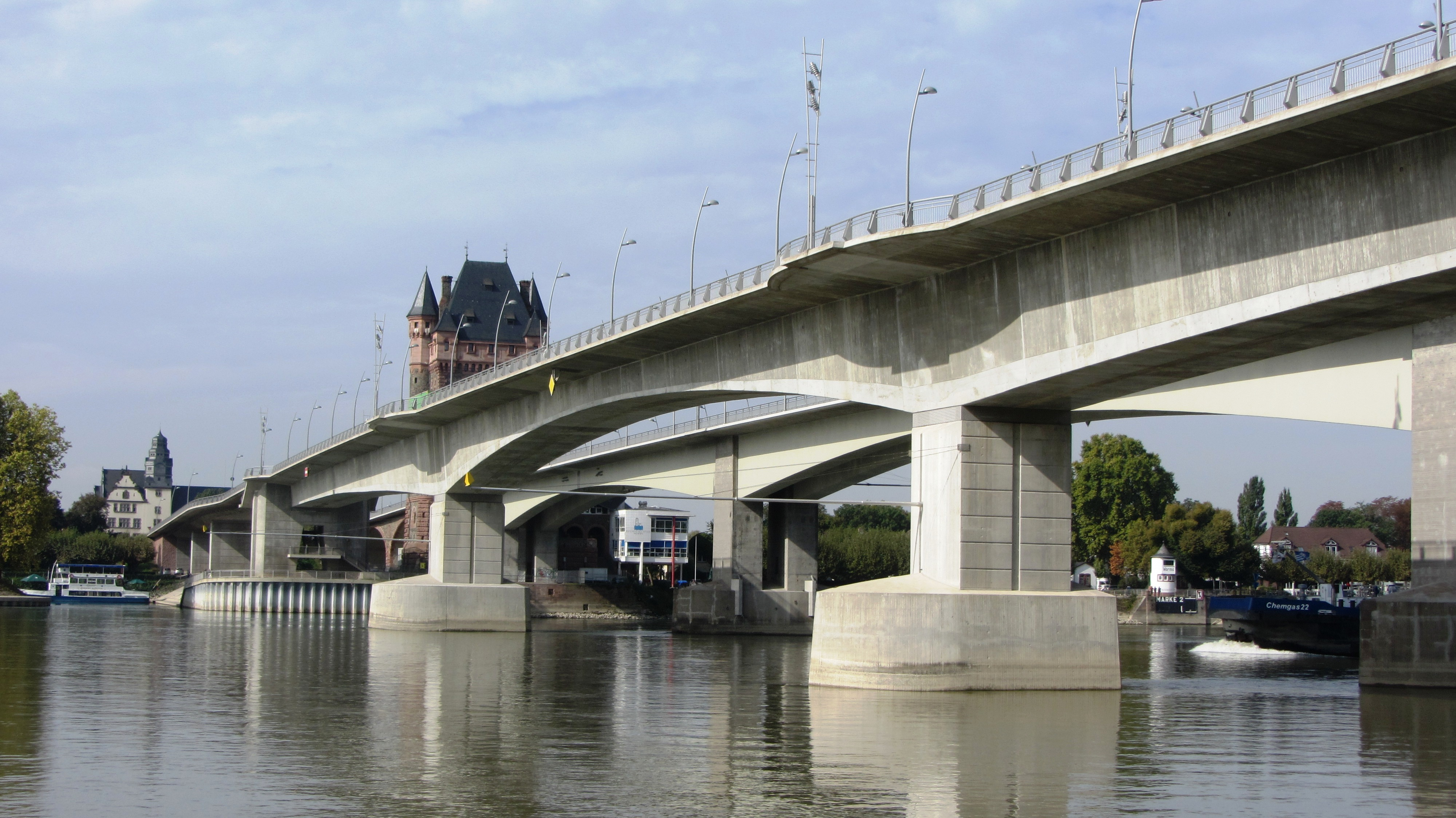
Die zwei Brücken mit Blick auf den Turm (2014)

## Nibelungenturm

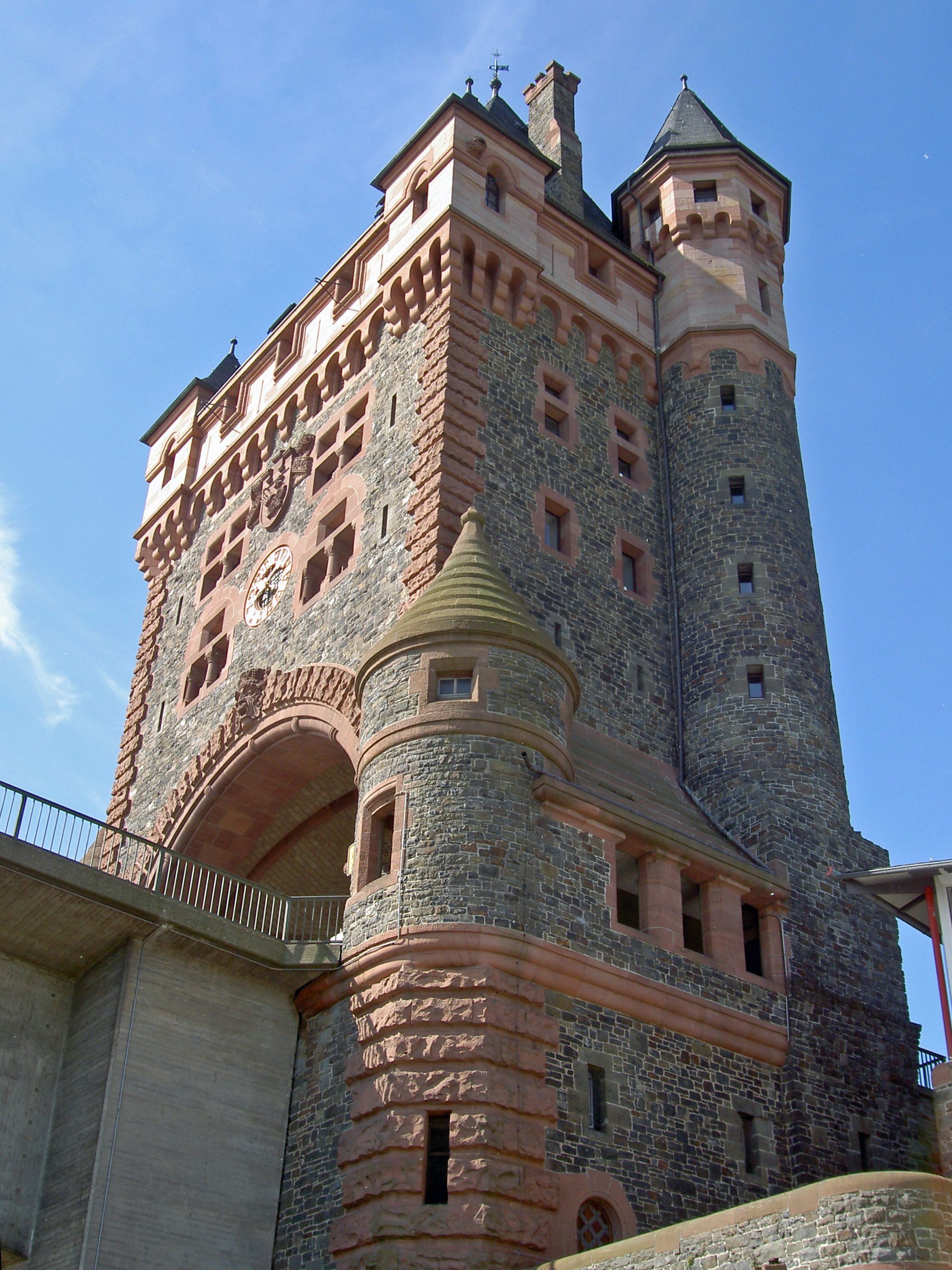
Nibelungenturm vom Rheinufer aus gesehen

Als „Nibelungenturm“ wird der 53 m hohe Torturm der Nibelungenbrücke auf dem linksrheinischen Ufer bezeichnet. Der Entwurf stammt von dem Architekten und Wormser Stadtbaumeister Karl Hofmann. Das Wappen von Worms befindet sich oberhalb der Uhr auf der Seite zum Fluss hin.